# Katie Sugden
Katherine "Katie" Addyman-Sugden (apellido de soltera: Addyman, previamente: Macey) es un personaje ficticio de la serie de televisión británica Emmerdale Farm, interpretada por la actriz Sammy Winward desde el 18 de julio del 2001, hasta el 6 de febrero del 2015.

## Biografía
El 6 de febrero del 2015 Katie fue asesinada accidentalmente por su cuñado Robert Sugden, después de que Katie se cayera mientras tenía una discusión con él.